# Eiga monogatari
Eiga monogatari (栄花物語?) è una storia epica giapponese che racconta gli eventi più importanti della vita del cortigiano Fujiwara no Michinaga. Si crede che fu scritta da numerosi autori, dal 1028 al 1107.
È da notare che dà molto credito alla famiglia Fujiwara, specialmente a Michinaga.
Il monogatari è in relazione con i Rikkokushi e tratta della vita di Michinaga e della sua famiglia. La prima parte, composta da trenta volumi, racconta i dettagli del periodo dal regno dell'imperatore Uda alla morte di Michinaga; esso fu, probabilmente, scritto dal 1028 al 1034 da Akazome Emon e/o Fujiwara no Tamenari. La seconda parte, in dieci volumi, racconta la storia dal regno dell'imperatore Horikawa ed è attribuita a Dewa no Ben, il quale avrebbe scritto la storia dal 1092 al 1107. Il testo è scritto in kana ed include numerose citazioni da diari e note di dame da corte. Ventotto di questi capitoli sono dedicati al governo di Michinaga, gli altri dodici capitoli raccontano la sua vita e della sua famiglia.